# 中瀬鉱山
中瀬鉱山（なかぜこうざん）とは、かつて兵庫県養父市中瀬（旧関宮町中瀬）にあった鉱山。中瀬金山（なかぜきんざん）とも呼ばれる。近畿地方最大の金山であり、特にアンチモンの産出量は日本一であった。

## 地質
第三紀火山活動に伴う浅熱水性鉱脈鉱床で、金・銀と共に多量のアンチモンを産出した日本の金山としては特異の鉱床の一つ。なかでも金は、富鉱部で数千グラムにも及ぶ美麗な自然金として産出した。中瀬産自然金は現在スミソニアン博物館（国立自然史博物館）に展示されている。

## 歴史

### 安土桃山時代
天正元年（1573年）、因州（鳥取県）の旅人が八木川の大日淵で砂金を見つけ、山師を連れて探鉱したところ金鉱脈を発見したことが鉱山の始まりとされる。天正10年（1582年）、生野奉行の支配下に入り、豊臣政権の蔵入地となる。慶長3年（1598年）の運上金の記録によると、中瀬を中心とする但馬は127両で全国第6位の規模であった。

### 江戸時代
徳川幕府でも引き続き直轄とされ、金山役所が置かれた。生野銀山や佐渡金山から技術導入が図られた結果、産金量が増加し、寛永年間の最盛期には中瀬金山町の戸数は三千戸に達したとされる。しかし、坑道が深くなるにつれ出水が増加、当時の技術では排水が難航したことから衰退の一途を辿る。享保8年（1723年）に金山役所が廃止され、その後は細々とした採鉱と休山を繰り返した。

### 明治から太平洋戦争期
明治5年(1872年)に生野銀山、明延鉱山と共に官営となるも稼行せず、明治29年（1896年）に三菱合資会社に払い下げとなる。その後も経営者を転々とし、昭和10年（1935年）に中瀬鉱業株式会社（現在の日本精鉱株式会社）による経営となった。

同社は選鉱場を整備しつつ、坑道の再開発を行い優良な鉱脈を発見したことにより、産金量が大幅に増加した。また、軍需品に不可欠なアンチモンの産出量が全国の80%を占めていたことから昭和18年（1943年）アンチモン重要鉱山に指定され、太平洋戦争期、金鉱山整備令により国内の多数の金鉱山が閉山を余儀なくされる中でも操業を続けた。

### 戦後
金の需要の高まりを受けて生産量が増加、昭和26年（1951年）には年間411kg（うち自然金が56kg）の産金量を記録している。また、昭和23年（1948年）にアンチモン製錬所が完成し、アンチモン製品の販売を開始した。最盛期の昭和22年から昭和30年にかけては鉱山関係の従業員数が500人を超えており、多数の社宅が建設され、銭湯や購買施設、倶楽部などが営業していた。昭和40年頃になり鉱脈が枯渇し始め、採算性が悪化したため、昭和44年(1969年)9月をもって閉山、約400年の歴史に幕を閉じた。昭和10年から閉山までの産出量は、金が7,277kg（品位6.5g/t）、銀が38,897kg（品位35.0g/t）、アンチモンが6,041t（品位0.54%）。

### 閉山後
閉山後もアンチモンの製錬部門は輸入鉱石を原料として操業を継続した。現在では海外からアンチモン地金を輸入し、三酸化アンチモン等のアンチモン製品の製造を行っている。

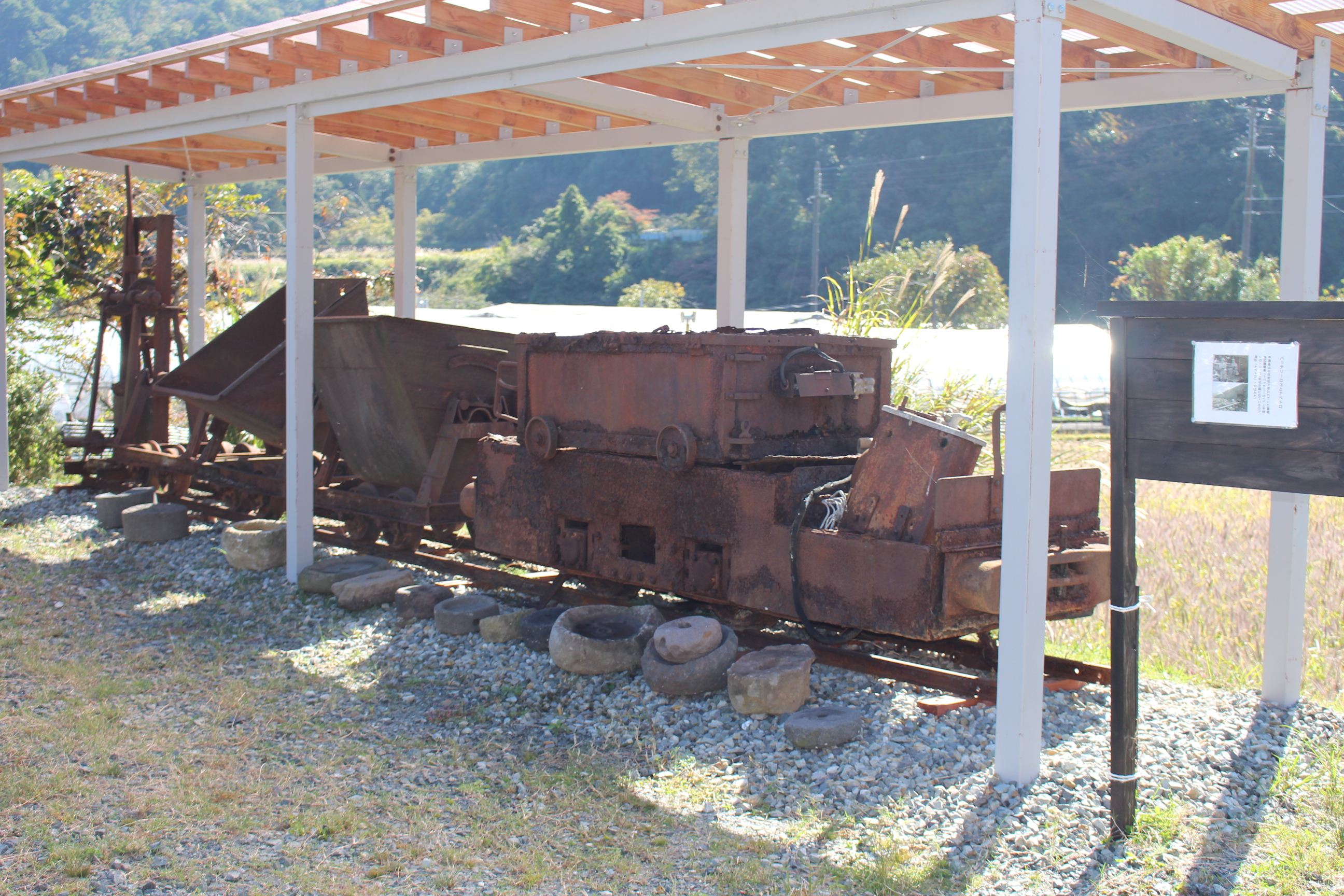
バッテリーロコ（蓄電池式機関車）とナベトロ、江戸時代に金鉱石を砕くために使われていた山臼
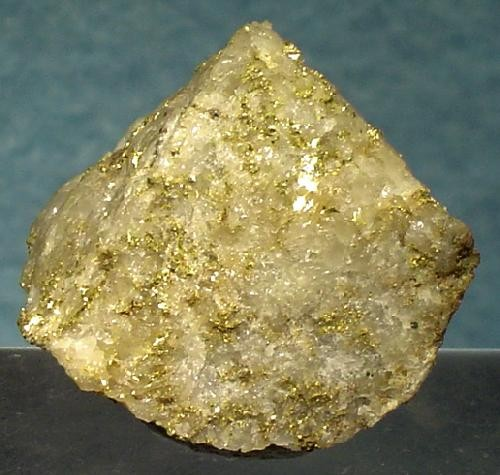
中瀬産自然金